# دبي فستيفال سيتي مول
دبي فستيفال سيتي مول هو مركز تسوق في دبي فيستيفال سيتي، مُقام على خور دبي في دبي، الإمارات العربية المتحدة. اُفتُتح في الأصل في 2007، لكن جرت توسعته في 2017.
يضم المركز التجاري متجرًا لإيكيا (الأول من نوعه في الإمارات العربية المتحدة)، وكارفور (سوبر ماركت هايبر بنده سابقاً، وأول هايبر ماركت لبنده خارج المملكة العربية السعودية) وآيس هاردوير [الإنجليزية]، ومتجر روبنسونز متعدد الأقسام [الإنجليزية] السنغافوري الأصل، والذي اُفتُتح في مارس 2017.
تقع واجهات المركز التجاري على مرسى سابق، يُطلق عليه حالياً فيستيفال باي ويستخدم في عروض الصوت والنافورة الضوئية الليلية المنتظمة «إيماجن». تُتاح خدمة قوارب عبرة عبر خور دبي بين دبي فستيفال سيتي مول ومحطة الجداف للنقل البحري، بالقرب من محطة مترو خور دبي على الخط الأخضر لمترو دبي. الذي تُديره هيئة الطرق والمواصلات في دبي.
ويلحق بالمول فندق يتبع مجموعة مجموعة فنادق إنتركونتيننتال هو (إنتركونتيننتال دبي فستيفال سيتي)، بجانب فندق لكراون بلازا، وفندق لهوليداي إن [الإنجليزية]. يقع المركز التجاري على مقربة من مطار دبي الدولي. وبالإمكان رؤية مكتبة الشيخ محمد بن راشد على الضفة المقابلة لخور دبي، كما يمكن رؤية برج خليفة في الأفق.

## معرض الصور

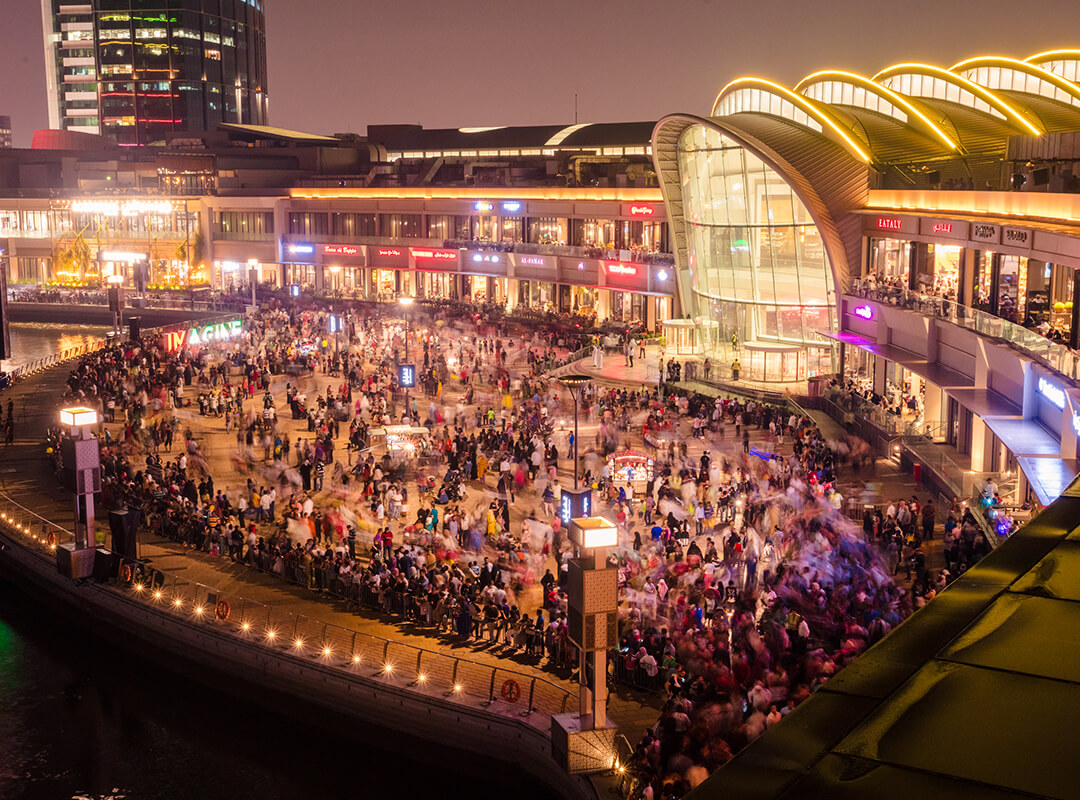
منظر خارجي لدبي فستيفال سيتي مول أمام الواجهة البحرية
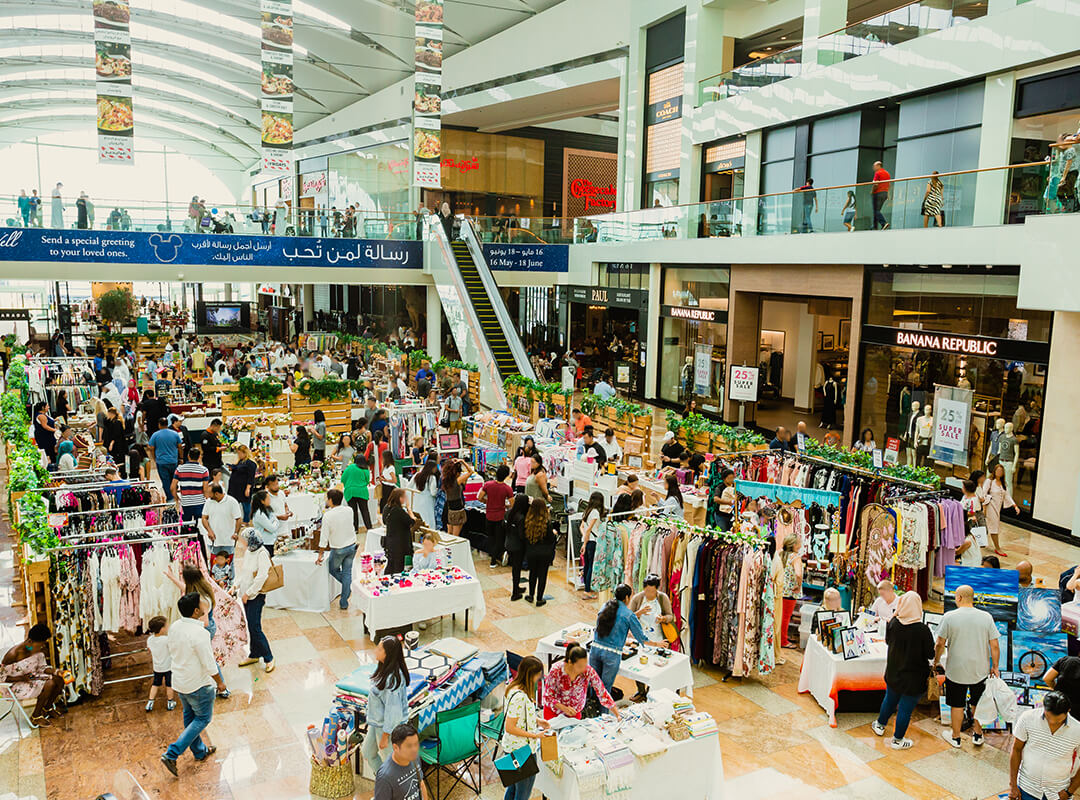
التسوق داخل المركز
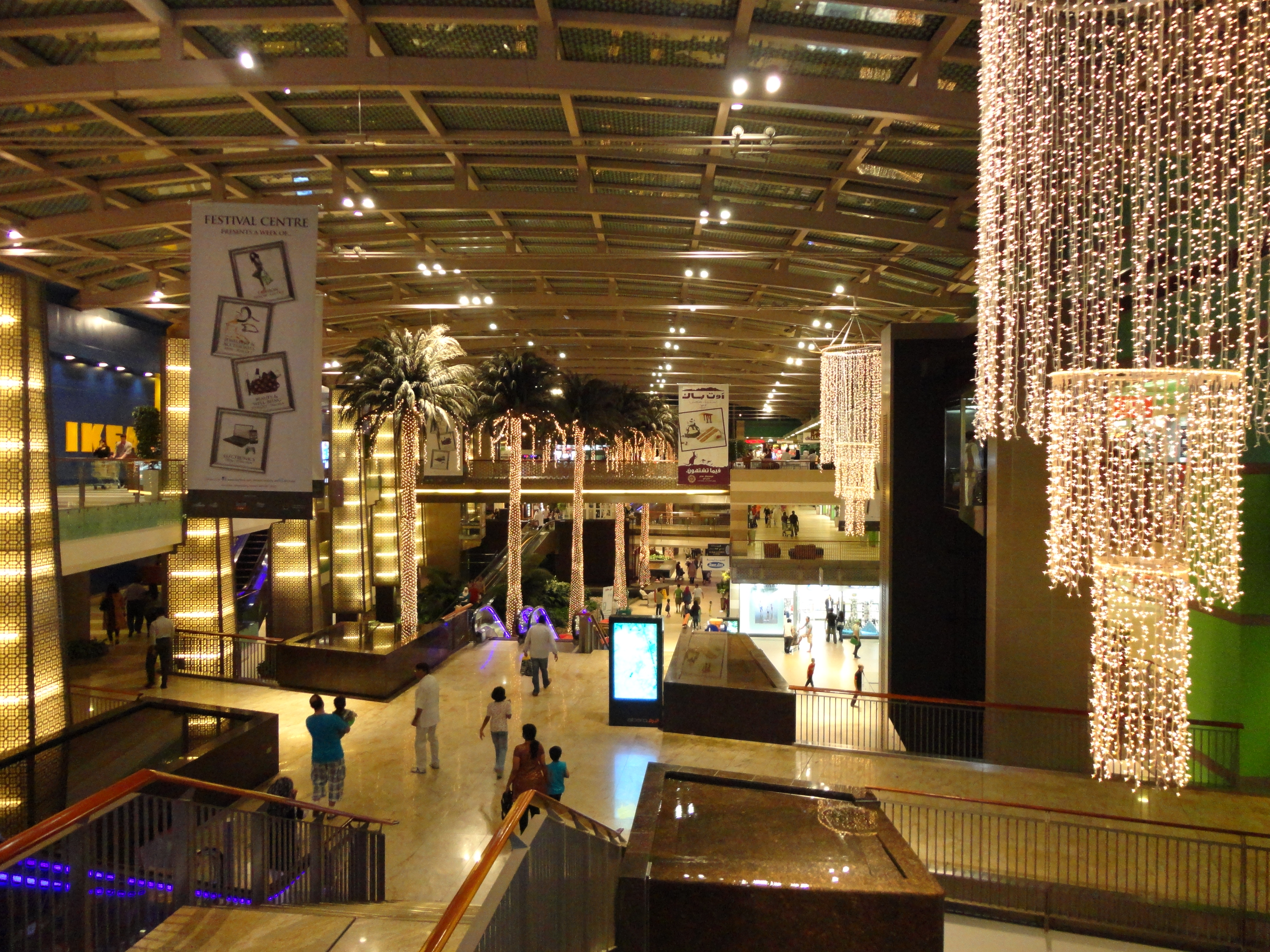
المركز من الداخل
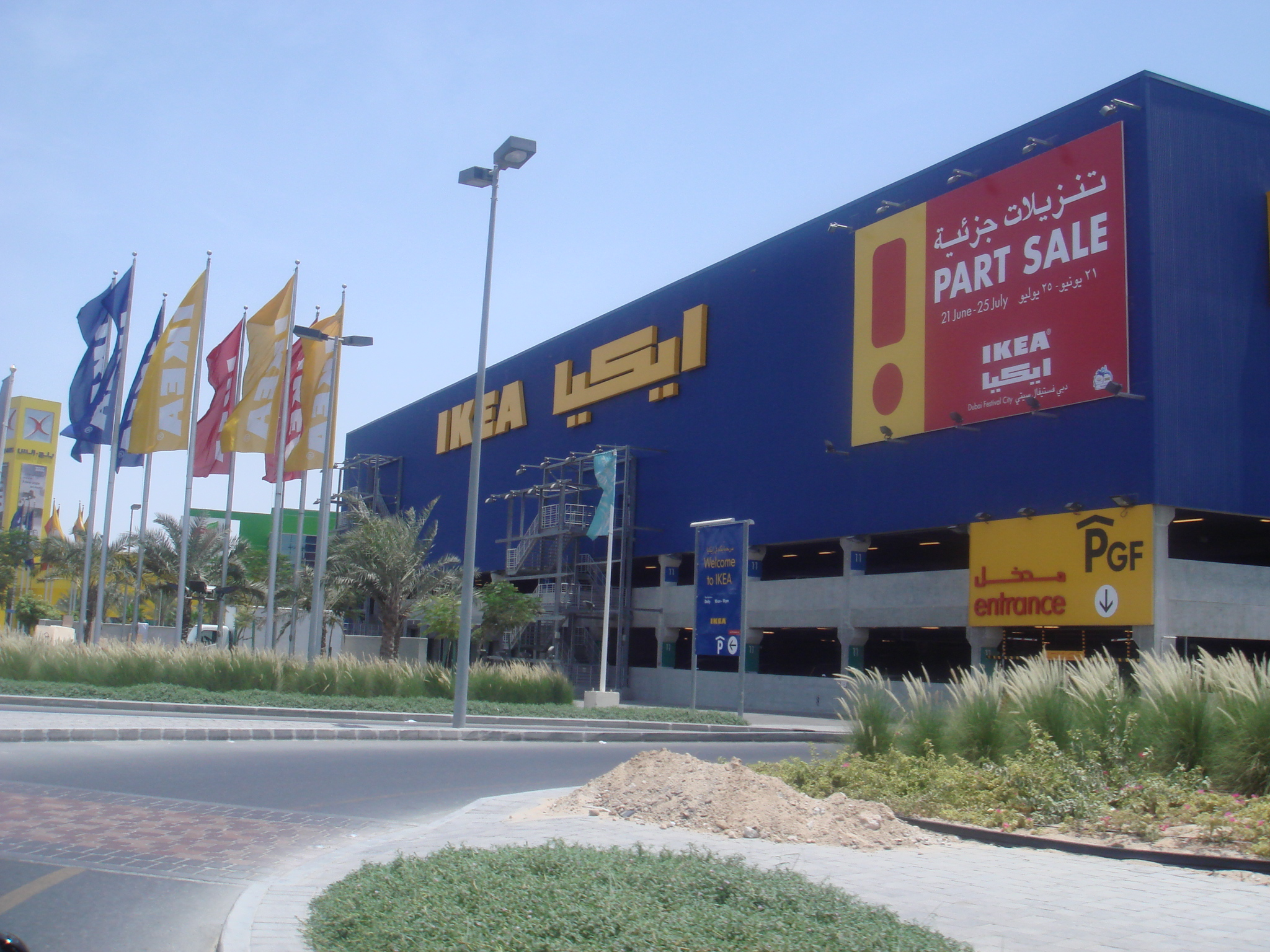
متجر إيكيا داخل المركز

## وصلات خارجية
- الموقع الرسمي